# M60 (mitragliatrice)
La U.S. Machine Gun, Cal. 7,62 mm, M60 è una famiglia di mitragliatrici ad uso generalizzato statunitensi camerate per la munizione 7,62 × 51 mm NATO.
Introdotta nel 1957 in sostituzione del Browning Automatic Rifle, l'arma ha prestato servizio in tutte le Forze Armate statunitensi, compresi la Guardia Nazionale e la Riserva. La produzione e il miglioramento sono continuati senza interruzioni fino al XXI secolo, sebbene l'arma sia in rapido abbandono in favore di armi migliori e più affidabili, come la M240.

## Storia

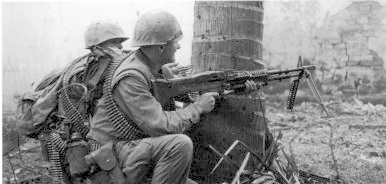
Un marine spara contro le posizioni nemiche con il suo M60 durante la Battaglia di Huế

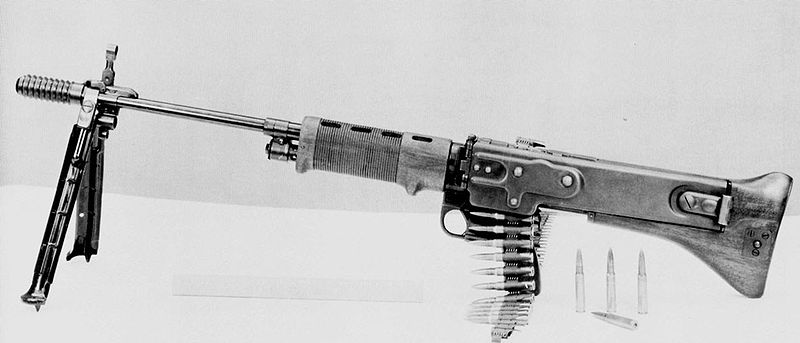
La mitragliatrice sperimentale T-44 sviluppata a partire dalle armi tedesche FG 42 e MG 42

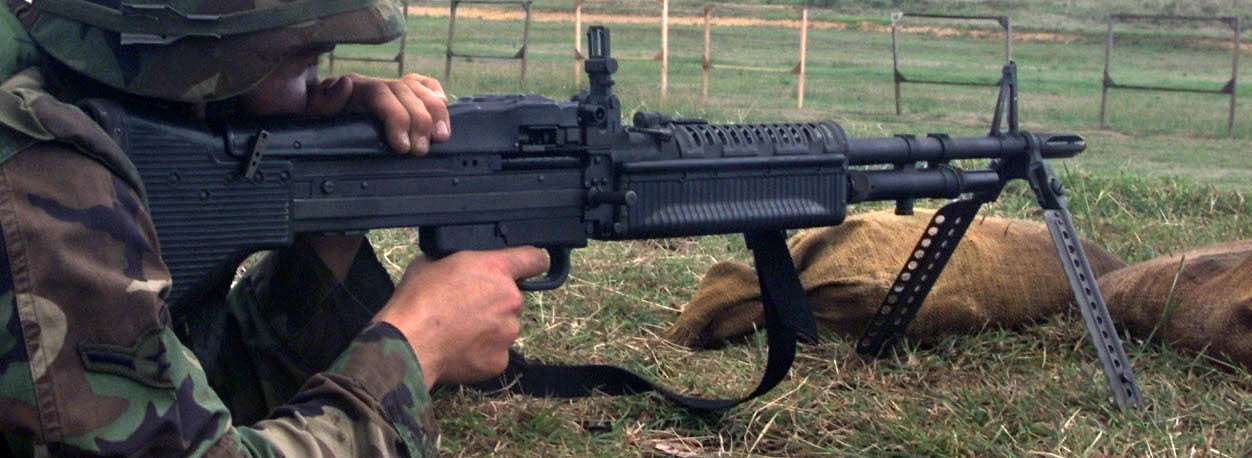
Un soldato americano si esercita con M60

La storia della M60 cominciò alla fine degli anni '40 con un programma di sviluppo di una nuova mitragliatrice da squadra in 7,62 mm. Nell'arma sono evidenti le influenze delle armi tedesche FG 42 e MG 42, nonostante altri dettagli siano prettamente di origine americana. I primi prototipi, denominati T52 e T161, ricordavano la mitragliatrice M1941 Johnson LMG e il fucile tedesco FG 42 anche nell'estetica. L'ultimo stadio del prototipo fu denominato T161E3 e doveva rimpiazzare i due Browning M1918 e M1919 rispettivamente come arma da squadra e mitragliatrice media. Nella fase di test l'arma americana si trovò a competere con la belga FN MAG.
L'adozione ufficiale da parte delle truppe americane come M60 fu sancita nel 1957. La decisione di adottare un'arma di produzione americana piuttosto dell'ormai collaudata MG 42 (e derivate), da cui furono comunque mutuate molte importanti soluzioni tecniche, com ad es. l'otturatore e il suo meccanismo, fu presa a seguito delle pressioni del Congresso per l'adozione di un'arma prodotta in casa (anche se la MG 42 rimaneva comunque superiore meccanicamente) al fine di evitare il pagamento delle licenze agli altri produttori. Un altro aspetto importante, e da non sottovalutare, era la necessità avvertita dagli alti comandi americani, di dotare i propri reparti di un'arma più maneggevole, leggera, economica e facile da produrre in tempi brevi; il peso (contenuto) stava cominciando a rivelarsi fondamentale, alla luce delle nuove tattiche, che non prevedevano più guerre "di posizione" bensì "di movimento", embrionalmente attuate nella guerra di Corea e poi massicciamente dal conflitto in Vietnam in poi, connotato anche da una guerra "di guerriglia e controguerriglia".
La M60 prestò servizio per tutta la durata della Guerra del Vietnam come arma di squadra. Ogni soldato dell'unità trasportava un nastro da 200 colpi e occasionalmente anche una canna di riserva. Il mezzo corazzato M113 fu modificato per montare, a fianco delle due Browning M2 calibro .50 anche due M60, così come avvenne nei veicoli di pattuglia fluviale.
In Vietnam, l'arma si guadagnò il soprannove di Pig 'maiale', sia per le sue dimensioni non proprio contenute, sia perché "mangia i proiettili come un porco il suo pappone", in ragione dell'altissimo rateo di fuoco. Come tutte le armi, anche la M60 non fu immune dai problemi causati dal clima tropicale delle giungle vietnamite. Il peso relativamente contenuto dell'arma la rendeva prona a danneggiamenti e le parti soggette ad alto stress risultarono piuttosto fragili. In particolare la canna era molto soggetta a surriscaldamento, soprattutto durante scontri ad alto volume di fuoco, la cui conseguenza era l'inceppamento dei colpi, tanto che nei manuali era dichiaratamente "suggerito" di sostituire la canna massimo ogni 500-600 colpi sparati; per questo sia il mitragliatore che gli assistenti portavano tutti almeno una canna di ricambio nello zaino e un guanto ignifugo da usare nella sostituzione della canna durante gli scontri con alto volume di fuoco; in queste occasioni infatti la canna raggiungeva una temperatura tale da ustionare profondamente la mano dell'operatore.
Nonostante tutto i soldati apprezzarono l'arma per la sua semplicità e la facilità di utilizzo in svariate posizioni e ruoli. I Navy SEAL adottarono una variante con canna più corta e senza mirino anteriore per ridurre ulteriormente il peso,  espressamente richiesta e denominata M60 E4; un'altra modifica consisteva in un particolare sistema di alimentazione composto da uno zaino a spalla contenente diverse migliaia di colpi così da eliminare il problema della ricarica.
Negli anni '80 la M60 cominciò ad essere lentamente rimpiazzata dalla M249 SAW. L'idea era quella di ridurre il ruolo delle mitragliatrici ad uso generalizzato in favore di maneggiabilità e maggiore volume di fuoco. I soldati però non apprezzarono la nuova strategia dato che, nonostante la maggiore mobilità concessa dalla SAW, negli scontri a fuoco il più potente 7,62 mm veniva ancora preferito. In situazioni difensive poi, la M60 godeva di maggiore precisione e gittata per mantenere il nemico a distanza. Sui veicoli, in cui l'arma svolge funzione difensiva, si è deciso di mantenere la M60 invece di sostituirla con armi in 5,56 mm come la M249.
Il Corpo dei Marines avanzò dubbi su affidabilità, peso e rateo di fuoco dell'arma e spinse all'adozione di un nuovo modello di arma, denominato M60E3. Più leggera (circa 2 kg in meno), l'arma presenta un'impugnatura anteriore e un bipiede fissato al castello e non più alla canna. Non furono tuttavia risolti i problemi di fragilità e le performance rimasero piuttosto scadenti.
All'inizio degli anni '90, la SACO decise di accogliere le richieste del Navy Special Warfare per lo sviluppo di un pacchetto di aggiornamento per l'arma. Chiamato M60E4 si dimostrò più resistente del precedente, prevedeva il montaggio di uno spegnifiamma duckbill a tre aperture e un cilindro per i gas più corto e spesso. Le unità NAVSPECWAR cominciarono a ricevere i kit nel 1994, e rinominarono l'arma MK. 43 Mod. 0.
Nel gennaio 1994, l'esercito statunitense indisse un bando per trovare un sostituto alla mitragliatrice media allora in servizio, appunto la M60. I due unici partecipanti furono la M60 e la M240. La SACO presentò una versione migliorata della M60E3 con parti personalizzate, mentre la FN si fece avanti con la M240 (una versione rivista e migliorata della MAG). Pertanto si trattava di due evoluzioni di armi già esistenti. Diciotto esemplari di ognuna furono testati fino al dicembre 1995. I test si divisero in due categorie: colpi medi tra gli inceppamenti (MRBS, mean rounds between stoppages) e colpi medi tra le rotture (MRBF, mean rounds between failures). I risultati furono calcolati dopo aver sparato 50 000 colpi:
- M60E3 - 846 MRBS + 1 669 MRBF
- M240 - 2 962 MRBS + 6 442 MRBF

I risultati parlarono chiaro. La M240 era indubbiamente superiore e fu adottata dalle forze armate come rimpiazzo dell'M60. I pregi dell'M60 sulla M240 (leggerezza, bilanciamento, controllabilità) e il gran numero di armi in magazzino non furono sufficienti a bilanciare la sua scarsa affidabilità. Altro pregio della M60 sulla M240 era la più facile pulizia del sistema di gas, vantaggio che però veniva negato nel momento in cui si decise di fissare il tubo dei gas tramite frenatura per impedire all'arma di smontarsi a seguito della vibrazione durante lo sparo.

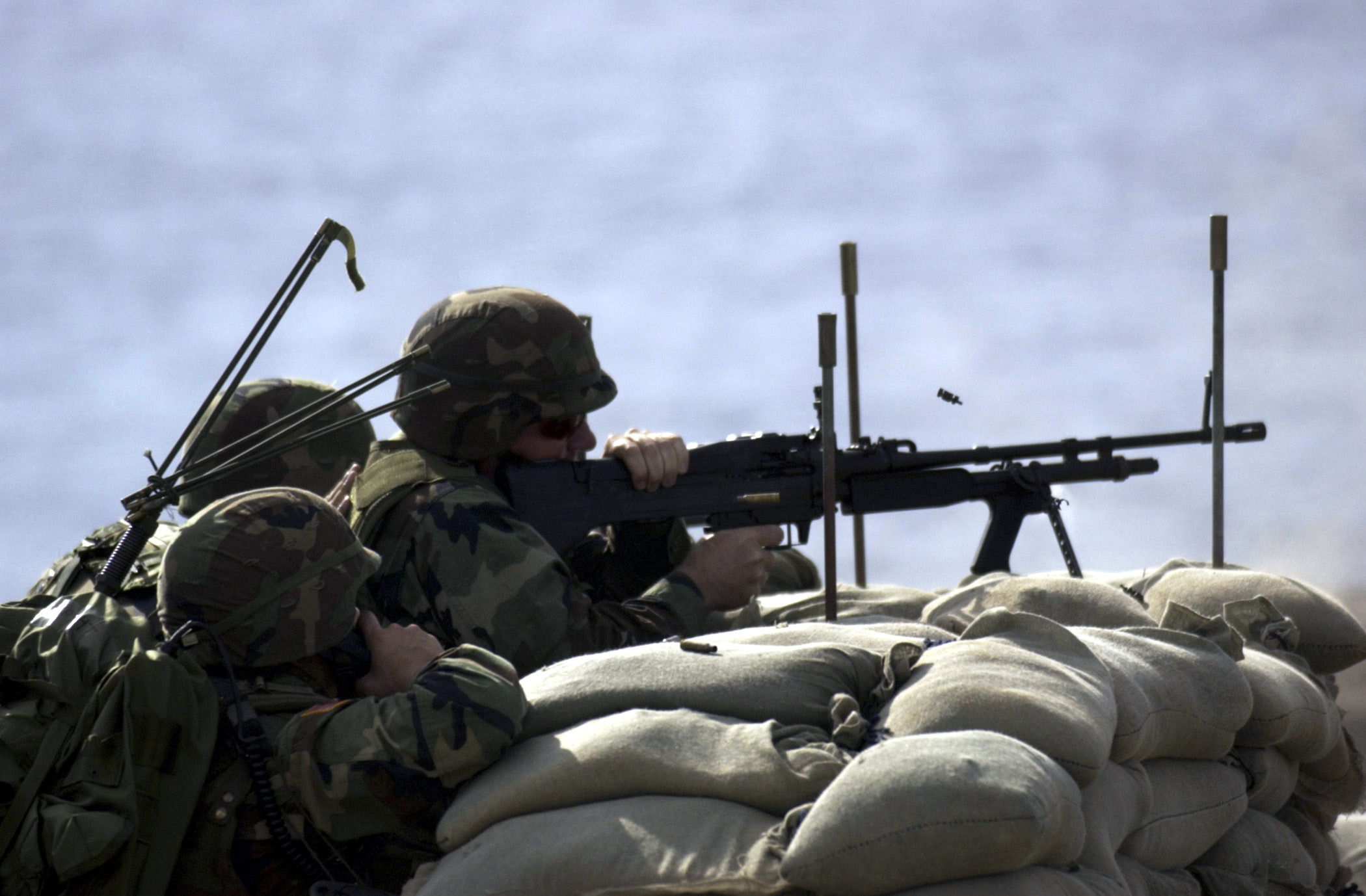
M60E3 in uso durante un'esercitazione al Mobile Inshore Underwater Warfare Site (MIUW) nella Baia di Guantánamo, 2003

La M60 rimane ancora in servizio nel corpo dei Navy SEAL e come arma da portellone sugli elicotteri. Tuttavia, nonostante un uso ancora piuttosto diffuso tra la guardia costiera e altri corpi non prettamente militari, la tendenza generale è quella a mettere da parte gli M60 in favore di armi più moderne e affidabili.

## Caratteristiche

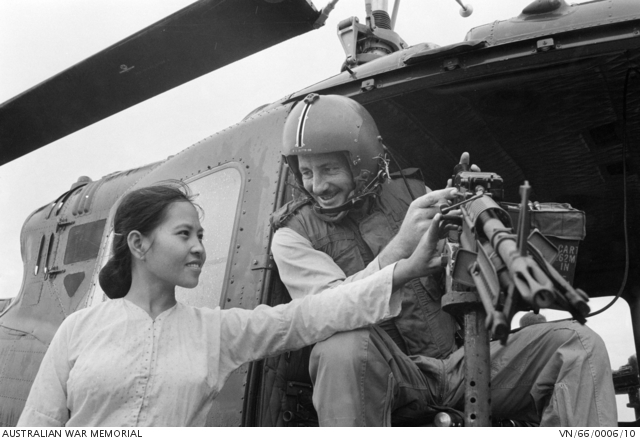
Una donna sudvietnamita guarda curiosamente un M60 durante la guerra del Vietnam

È un'arma alimentata a nastri, intesa per l'uso da parte di squadre da 2 o 3 uomini, definiti tiratore, assistente e portamunizioni. La necessità di una squadra deriva dal peso dell'arma e dalla quantità enorme di munizioni consumate ad ogni uso, che rendono impossibile per il singolo individuo trasportare il necessario. Normalmente, il tiratore trasporta l'arma e dalle 200 alle 1 000 munizioni (a seconda della sua capacità fisica), l'assistente addetto alla designazione dei bersagli una canna di riserva e altre munizioni e il portamunizioni ancora altre munizioni e il supporto regolabile per l'arma. L'arma può anche essere azionata dalla spalla per scontri a breve raggio, retaggio probabilmente del precedente M1918, oppure usando il bipiede M122 integrato.
Le munizioni vengono estratte da una bandoliera in cartone rivestita in tessuto che contiene 100 proiettili e viene agganciata al portello di alimentazione. Il nastro da usare è obbligatoriamente il nuovo M13 disintegrante (l'arma è incompatibile con il nastro M1). In Vietnam i soldati erano soliti usare le lattine delle razioni C in dotazione per rendere più agevole lo scorrimento del nastro verso il carrello di alimentazione. Solo più tardi verrà modificato il sistema di aggancio, rendendo questo accorgimento superfluo.

## Design

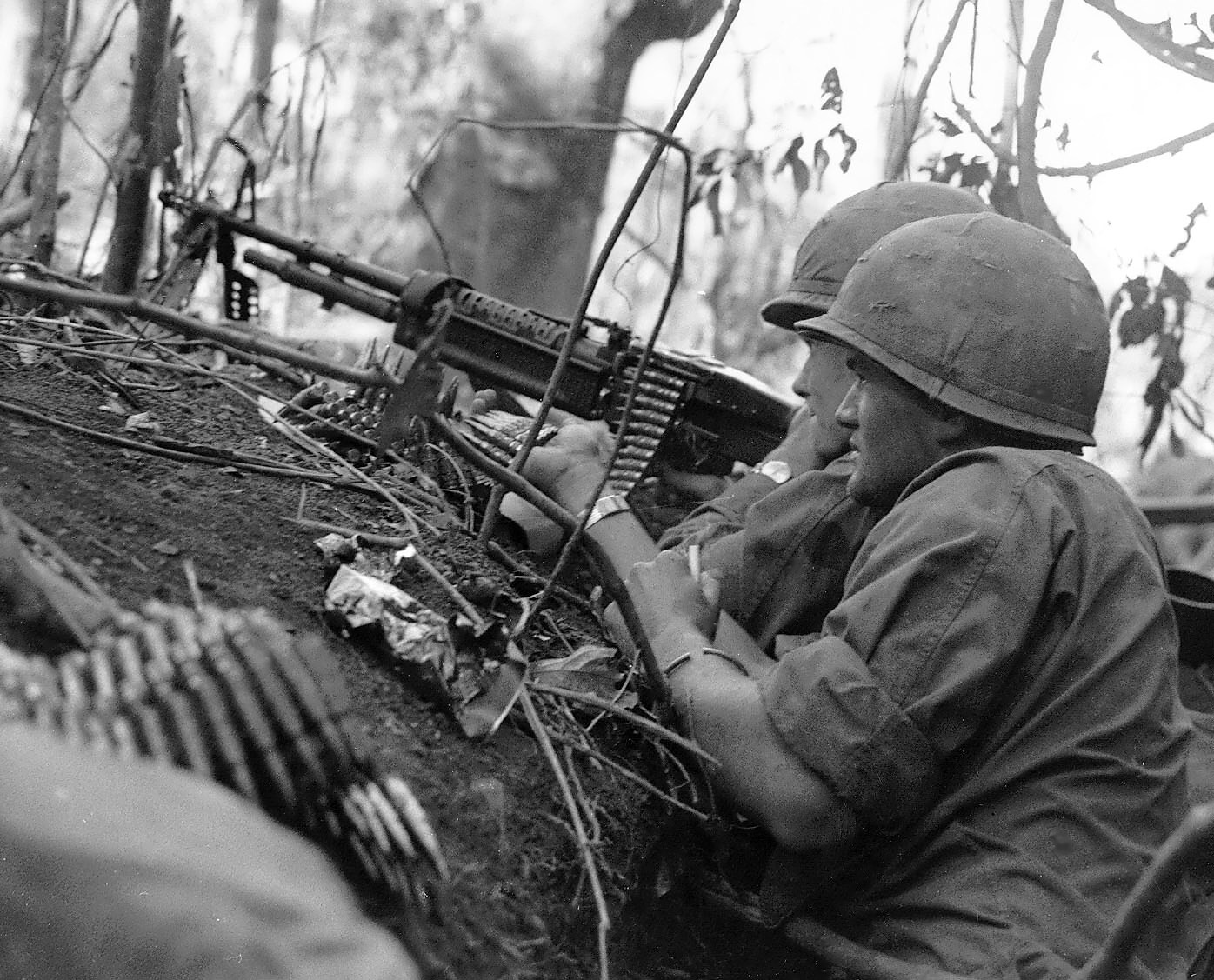
M60 in azione nel 1966 in Vietnam

La M60 è una mitragliatrice automatica con alimentazione a nastro operata a gas e otturatore aperto raffreddata ad aria e camerata per la munizione 7,62 × 51 mm NATO. I proiettili entrano nell'arma tramite un nastro disintegrante da 100 colpi contenuto in una bandoliera in cartone e tessuto agganciata al castello dell'arma.
Il progetto fece uso di molte idee condivise da svariate armi del periodo, come la realizzazione per stampaggio, l'alimentazione a nastro (realizzata tramite leggera modifica del sistema di alimentazione della MG 42 tedesca), canna a sostituzione rapida, impugnatura a pistola, calcio in asse con l'otturatore e un design parzialmente bullpup preso in prestito dal tedesco FG 42 (in cui è il calcio ad ospitare buona parte delle meccaniche. Anche il principio di azionamento in cui una barra forza la rotazione e lo sblocco dell'otturatore sono mutuate dall'FG 42, a sua volta ispirato dalla Lewis inglese. Negli M60 è addirittura presenta una molla secondaria sul percussore che nel tedesco FG 42 veniva usata per il fuoco semiautomatico (l'arma tedesca operava infatti ad otturatore chiuso in semiautomatico e ad otturatore aperto in automatico) ma che risulta superflua nell'arma americana, che non è dotata di selettore di fuoco. Il sistema dei gas degli M60 (elegantemente semplice e facile a mantenere) è però unico e si basava su idee particolarmente avanzate in quel periodo, specialmente il sistema di White usato anche nel fucile da battaglia M14. Il posizionamento in asse di tutte le componenti permetteva alla barra di azionamento di raggiungere il calcio, portando così ad una riduzione della lunghezza complessiva dell'arma.
L'M60 fu progettato proprio per la produzione di massa, proprio come la MG 42 tedesca. Se la M1919 richiedeva lunghe ore di tornitura e scavo dal pieno per il meccanismo azionato a rinculo, la M60 presentava un castello stampato con otturatore operato a camme, analogo a quanto visibile nella Lewis inglese.

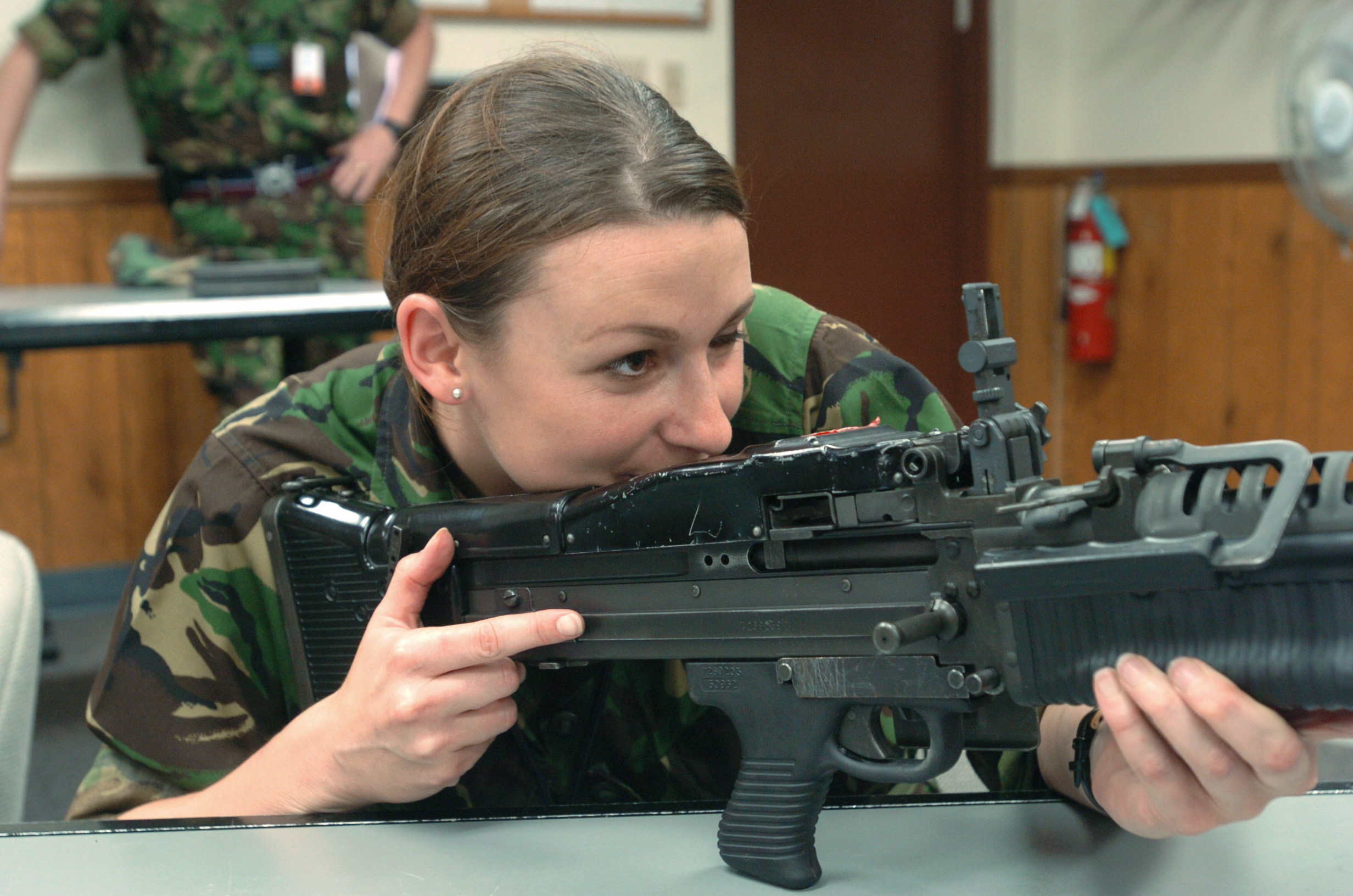
Ufficiale delle forze aeree britanniche ispeziona un M60 durante un addestramento congiunto nel 2004

Come molte armi, la M60 può essere impiegata dalla spalla o dal fianco, ma per ottenere il massimo vantaggio si consiglia di impiegare i dispositivi di supporto con raffiche di 3/5 colpi al massimo. L'arma è pesante e difficile da puntare senza supporto e il solo peso non basta a renderla efficace, pur riducendone il rinculo. L'intero smontaggio può essere operato con una semplice munizione.
Le specifiche garantiscono un'efficacia totale a 1100 m (area) quando si usa il treppiede M122, a 800 m (area) con il bipiede integrato, a 600 m quando si spara ad un bersaglio specifico (fermo) e a 200 m quando il bersaglio è in movimento. Il Corpo dei Marine dichiara un'efficacia nel fuoco di soppressione fino ai 1500 m a patto che il tiratore abbia una certa esperienza.

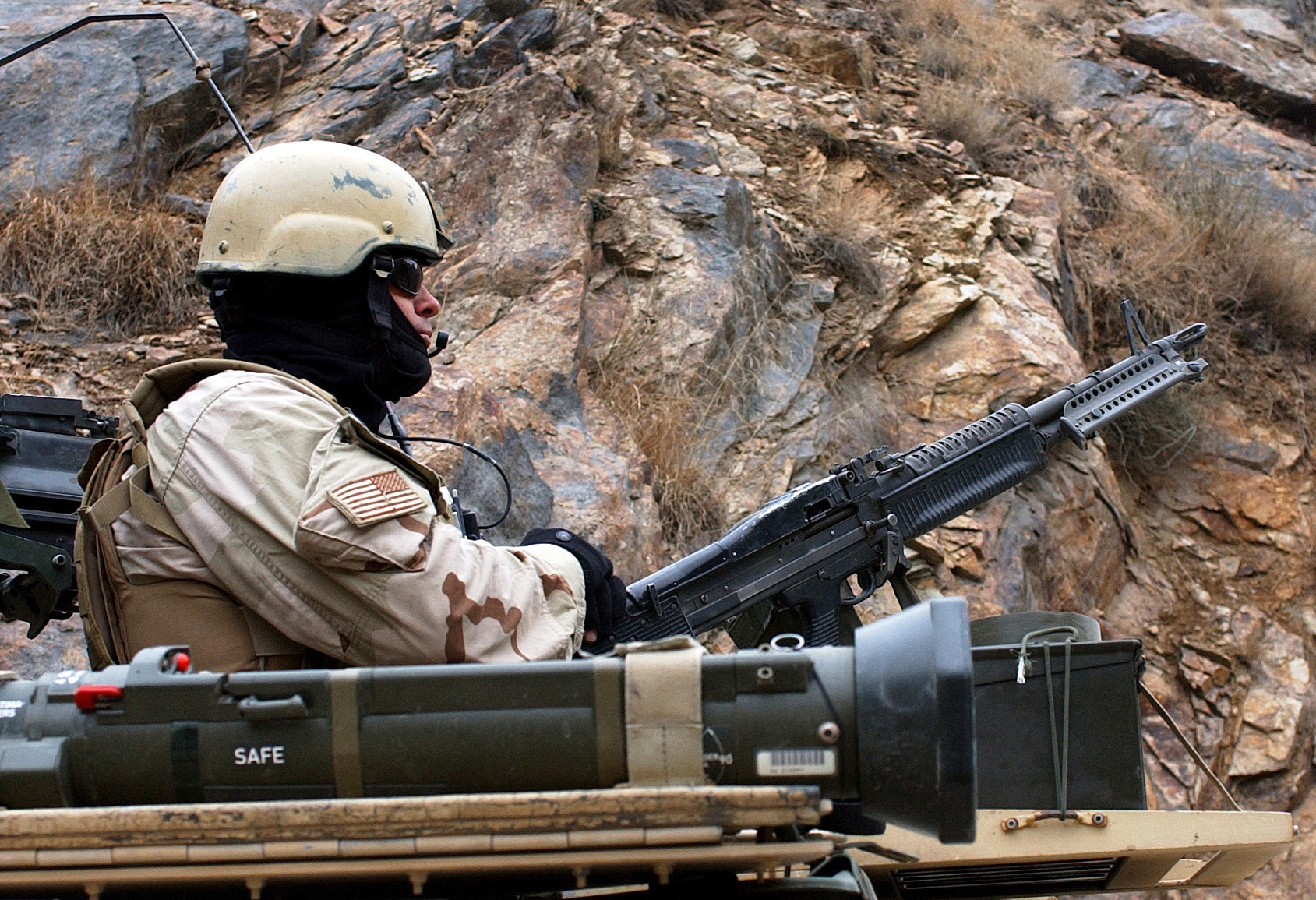
Soldato americano opera un M60 montato su un Humvee in Afghanistan nel marzo del 2004

### Munizionamento

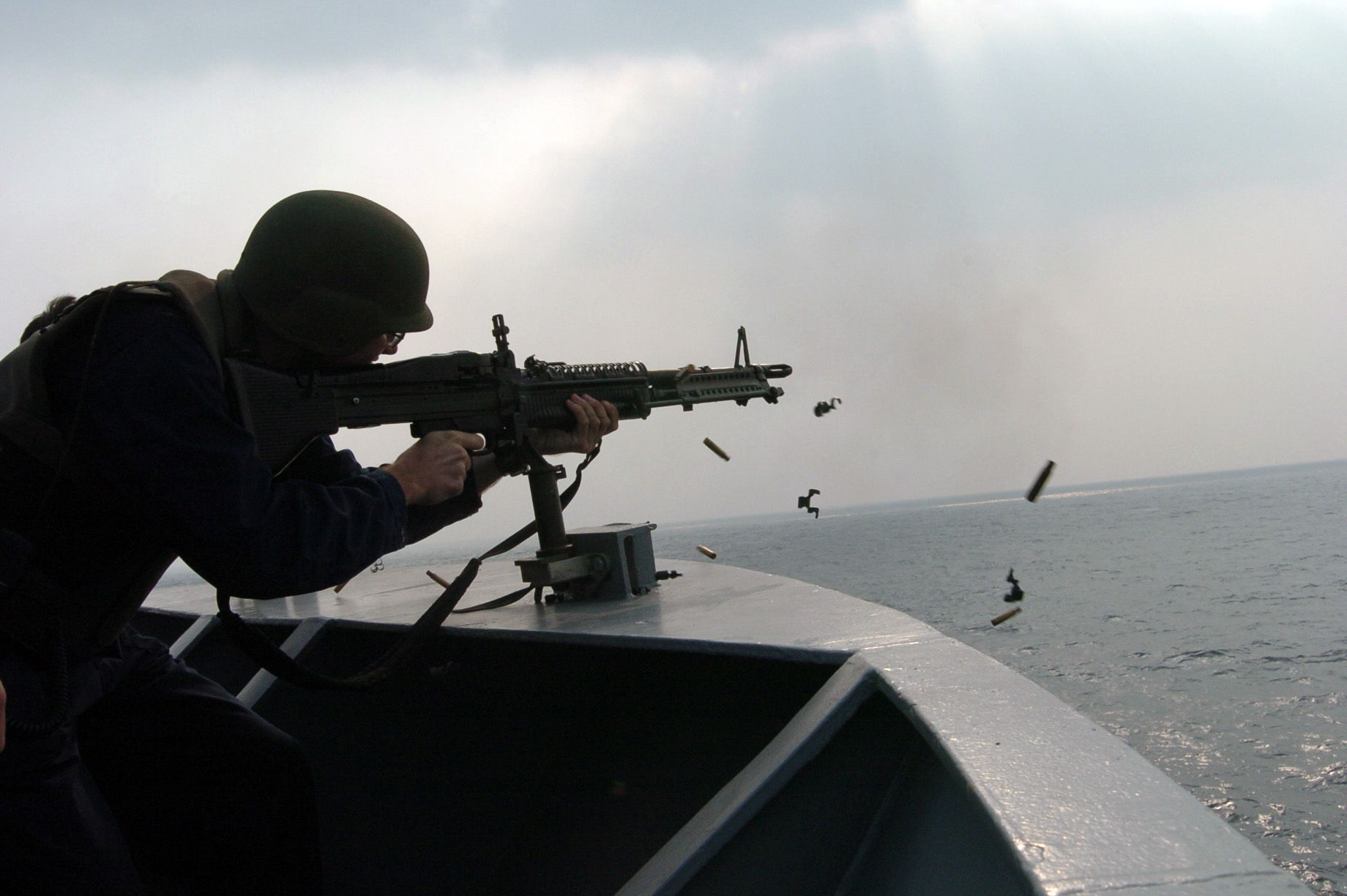
Un M60 in uso durante un'esercitazione a bordo della USS Blue Ridge nel 2004

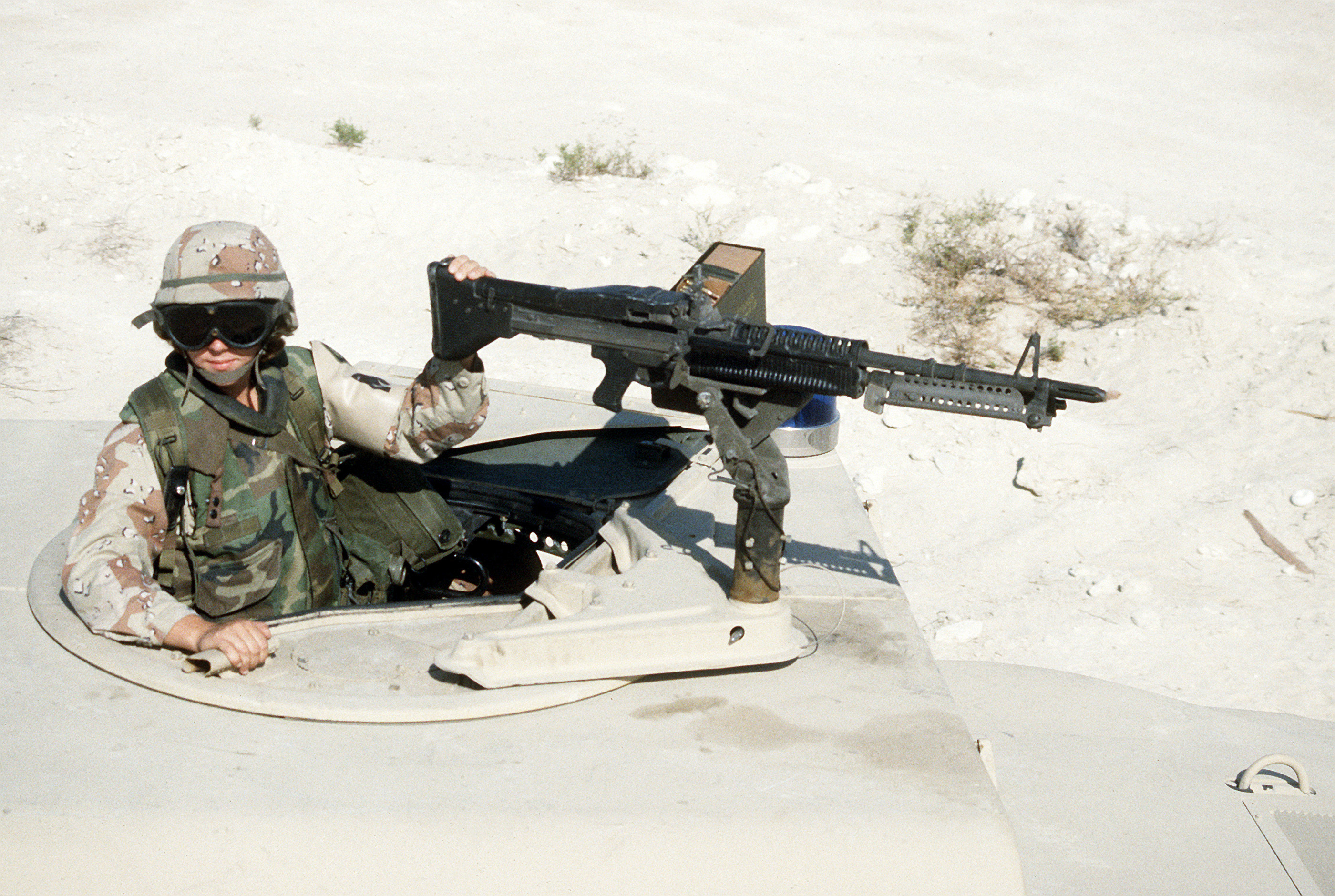
Un soldato dell'810º reparto opera un M60 montato su un Humvee M998 durante l'Operazione Desert Shield

Le mitragliatrici M60 possono impiegare senza problemi diversi tipi di munizionamenti 7,62 mm. I più comuni sono M61 AP, M62 traccianti e M80 standard. Esistono anche munizioni da addestramento, denominate M63 e M82. Tecnicamente è possibile anche sparare il nuovo M993 AP (ad altissima penetrazione e nucleo in tungsteno) sebbene questa munizione sia entrata in servizio quando gli M60 erano invece già in avanzata fase di ritiro.
Per i colpi a salve, è necessario montare uno speciale adattatore che permetta all'arma di ricevere abbastanza spinta dai gas. Indipendentemente dal tipo di munizione, il nastro disintegrante M13 rimane lo standard per l'alimentazione.
Il normale caricamento del nastro prevede l'alternanza di quattro munizioni standard M82 e un tracciante M62 su nastri da 100 colpi. Il rapporto 4:1 dovrebbe tecnicamente permettere all'operatore di aggiustare intuitivamente il tiro sul bersaglio. I colpi traccianti, tuttavia, hanno una traiettoria leggermente diversa dai colpi standard e quindi su distanze superiori agli 800 metri (dove la divergenza tra le traiettorie diventa significativa e la polvere del tracciante è ormai completamente bruciata) è necessario l'uso delle mire metalliche per ottenere una precisione accettabile. Questo problema è riscontrabile su tutte le armi e non rappresenta un difetto intrinseco della M60.

### I problemi del progetto
Al tempo dello sviluppo della M60 altri progetti come la FN MAG (ancora mai testata) o la MG 1 (derivazione in 7,62 mm NATO della MG 42 tedesca) dovevano ancora entrare in fase di produzione. Nei test condotti dall'esercito la M60 si dimostrò ampiamente efficace, ma fu nelle giungle del sud-est asiatico che la mitragliatrice mostrò tutti i suoi difetti.
Una lamentela comune riguardava il peso dell'arma: la M60 in sé rimaneva la più leggera delle mitragliatrici 7,62 mm dell'epoca, ma il bilanciamento era pessimo, rendendo quindi scomodo il trasporto sulle lunghe distanze. Il problema più grande dell'arma rimaneva però la totale inaffidabilità dell'arma in condizioni non comuni, con inceppamenti e rotture di vario tipo. L'umidità della giungla, combinata con i residui di polvere da sparo e l'olio di lubrificazione causavano inceppamenti estremamente frequenti a meno che non si tenesse l'arma sempre pulita, cosa non facile per la maggior parte delle unità sul campo. Nei ruoli aerei, dove personale addestrato poteva regolarmente controllare le armi, questi problemi non si verificavano.
A volte l'arma strappava via il collarino delle munizioni in fase di estrazione. Questo impediva di estrarre il bossolo dalla culatta, inceppando di conseguenza l'arma, e costringendo l'operatore a espellere manualmente il bossolo con l'astina di pulizia dalla volata. Il sistema di ritenzione della canna sporgeva vistosamente e spesso si impigliava su indumenti e ostacoli, facendo scivolare la canna fuori dal suo alloggiamento. Nei modelli più recenti, il sistema a leva è stato sostituito da uno a pulsante, più sicuro e affidabile.
Il gruppo di scatto è tenuto in posizione da una piccola balestra e non da un perno passante come nella gran parte delle armi. Questa balestra aveva dato prova della sua fragilità già durante i test ma si passò sopra ad un problema ritenuto minore. Era facile vedere degli M60 "rattoppati" con nastro adesivo, un blando tentativo di limitare i danni nel caso la balestra si fosse rotta, impedendo così al gruppo di scatto di scivolare fuori dall'arma. Le superfici di contatto del gruppo di scatto avevano la pericolosa tendenza a consumarsi molto rapidamente, provocando quindi quel pericolosissimo malfunzionamento che in gergo viene definito run-away (ovvero l'arma continua a sparare anche se il grilletto viene rilasciato, in quanto la consunzione dello scatto impedisce di arrestare l'otturatore anche qualora il grilletto venga rilasciato, provocando così raffiche incontrollate che si interrompono solo con l'esaurimento del nastro). Per ridurre questa problematica, venne inserita una seconda superficie di contatto direttamente sulla barra di operazione.

Diverse componenti fondamentali dei primi M60 (copertura del castello, ponte di alimentazione) erano realizzate con stampaggio da lamine di metallo estremamente sottili ed erano quindi facilmente danneggiabili. Parti più resistenti divennero disponibili negli anni '70. Anche le guide per le molle e la barra di operazione erano troppo sottili, così come l'asta del pistone (subito dietro la testa), e tutto era soggetto a frequenti rotture o piegamenti che non valevano il peso guadagnato con questi alleggerimenti. Anche problemi di metallurgia giocarono un ruolo fondamentale (molti attribuirono la cosa a fornitori di scarsa qualità) fino al 1972 quando nuovi pezzi furono messi in produzione e distribuiti ai reparti. Le armi usate intensamente mostrarono anche deformazioni e allungamenti delle parti.

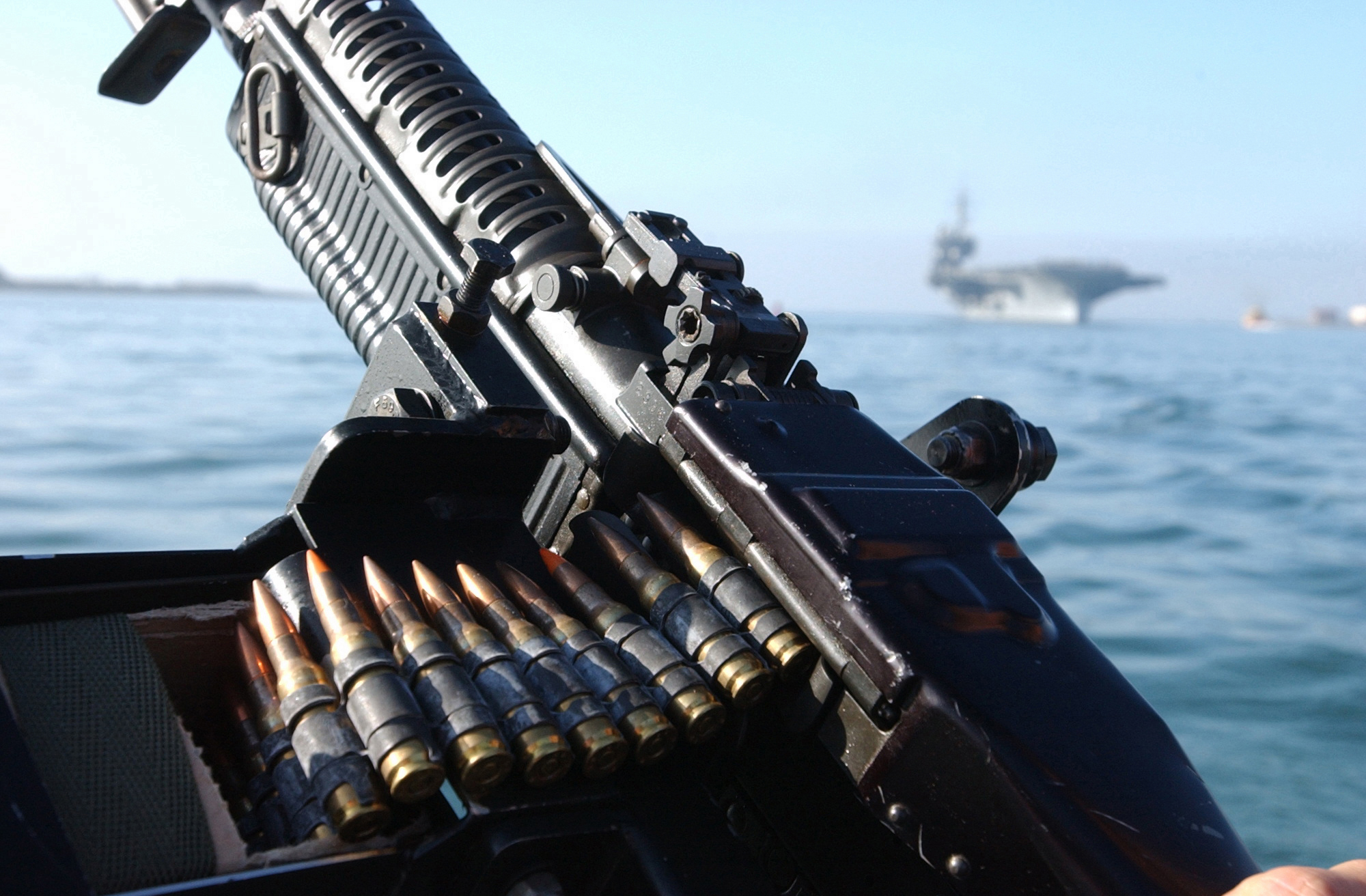
Un M60 montato su una nave di pattuglia americana

Un altro problema della M60 era l'inseparabilità della canna dal bipiede e dal regolatore di gas. Il vantaggio di un regolatore fisso era quello di impedire all'operatore di danneggiare inavvertitamente l'arma settando l'uscita dei gas su un livello troppo alto. Questa presunta misura di sicurezza si rivelò però uno svantaggio in combattimento: la mancanza di un regolatore impediva di aumentare la quantità di gas reindirizzata in caso di accumulo di residui per mantenere funzionante l'arma. Questo rendeva l'arma inutilizzabile dopo lunghi cicli di fuoco e l'unico modo per ovviare era ripulire il cilindro con del solvente, una procedura inattuabile in combattimento. Inoltre, la mira anteriore era saldata alla canna, rendendo vana qualunque regolazione precedentemente effettuata ad ogni sostituzione. La cosa fu subito ammessa dai produttori, ma per ragioni finanziarie qualunque soluzione fu scartata. Tutte le canne avrebbero dovuto essere sostituite e si decide di considerare la perdita di precisione un fattore trascurabile visto il ruolo dell'arma.
La caratteristica peggiore della M60 era però sicuramente la canna a cambio rapido. Sebbene dotata dello stesso sistema di sgancio a leva della MG 42, la canna della M60 aveva il bipiede non rimovibile e non presentava un'impugnatura. Pertanto, il tiratore doveva alzarsi, ripiegare il bipiede e usare un guanto in amianto per afferrare la canna rovente. E i guanti si possono perdere sul campo di battaglia

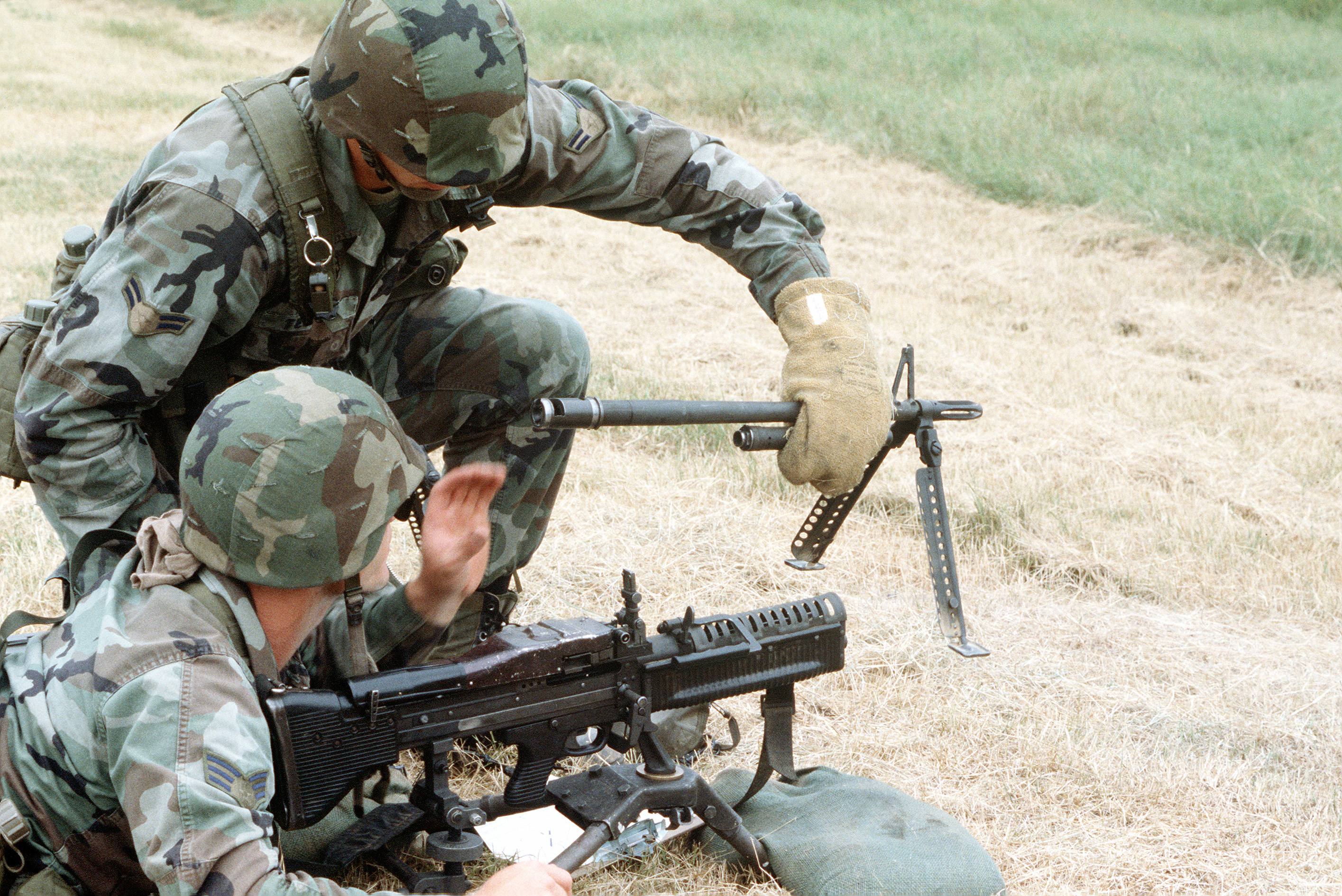
Cambio della canna di un M60 durante la Defender Challenge del 1988

## Varianti

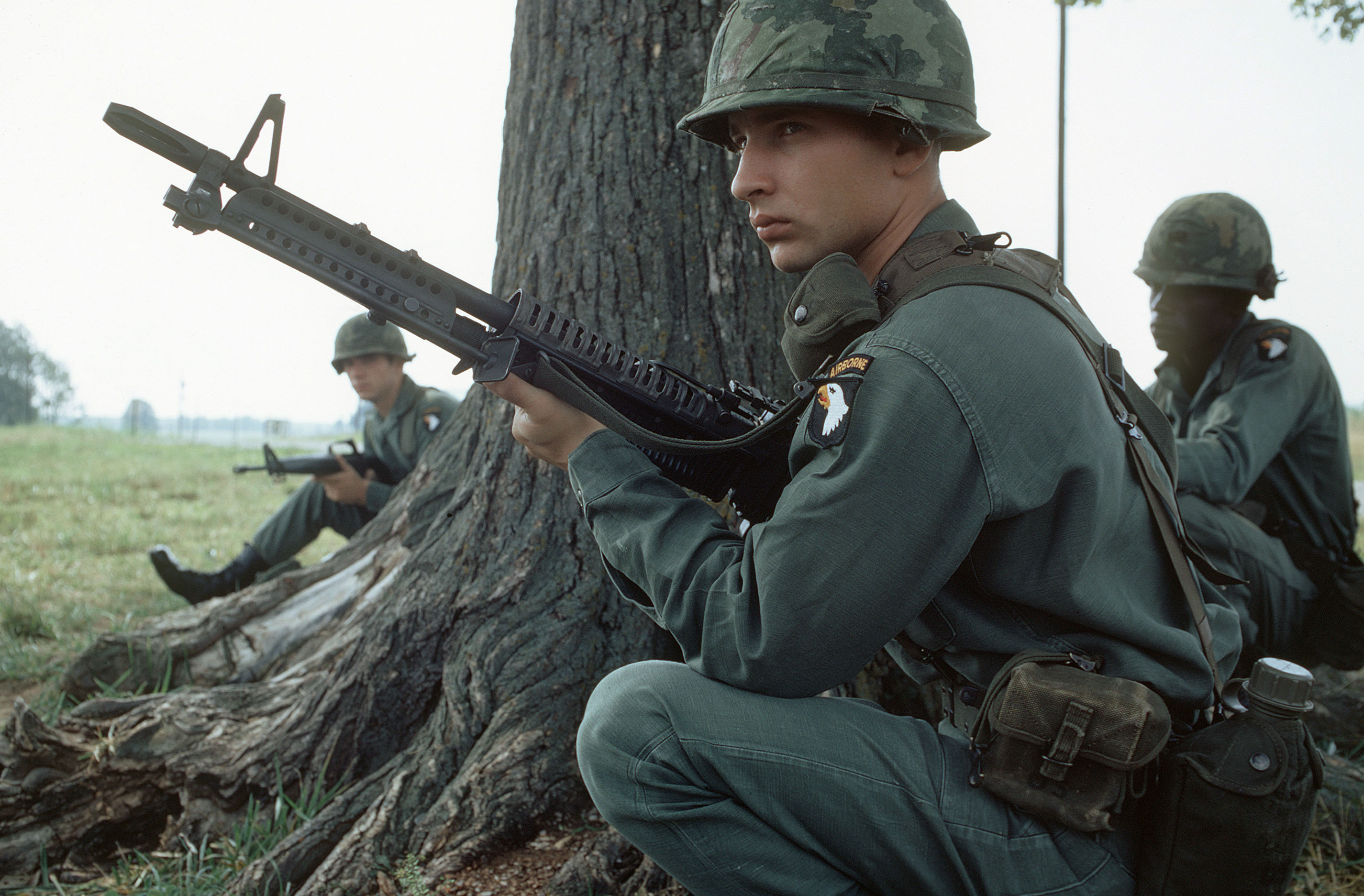
Soldato della 101ª Aviotrasportata armato di M60 durante un'esercitazione sul campo nel 1972

La nomenclatura M60 identifica solitamente un'intera famiglia di armi, sebbene tecnicamente anche il primo esponente di tale famiglia possa essere chiamato M60. Nel corso degli anni, sono state messe a punto varie iterazioni dell'arma, alcune come semplici miglioramenti, altre come modelli nuovi.

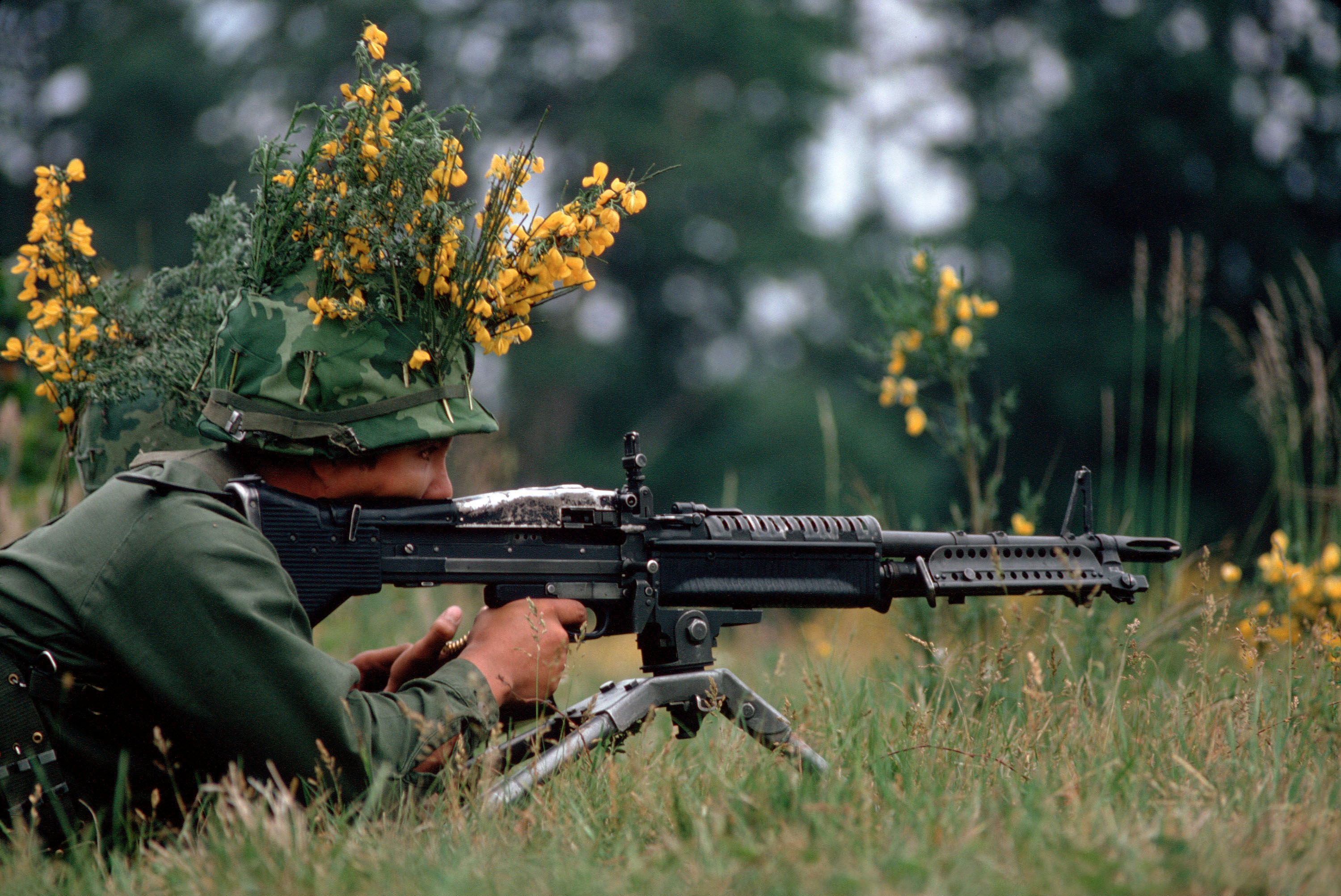
Soldato mimetizzato armato di M60

- M60. La prima mitragliatrice adottata dagli Stati Uniti negli anni '50. Conosciuta come T161 prima dell'adozione ufficiale durante la competizione con la T52.
- M60E1. La prima modifica apportata all'arma originale. Questa variante non entrò mai in produzione di massa, ma molti degli accorgimenti furono poi inclusi nelle successive varianti E3 e E4. La modifica più sostanziale riguardava la connessione tra canna, bipiede e cilindro per i gas. In particolare, il bipiede venne agganciato al sistema dei gas piuttosto che direttamente alla canna.
- M60E2. Variante montata su veicoli corazzati come M48A5, M60 Patton e K1 Type 88. Non presenta calcio e impugnatura, in quanto viene controllato elettronicamente. L'arma presenta comunque un grilletto meccanico in caso di fallimento del sistema elettronico. Il tubo dei gas è stato allungato anteriormente per espellere i gas in eccesso al di fuori del veicolo.M60E2, intesa per l'uso coassiale. Si noti il tubo per i gas più lungo e la mancanza di impugnatura

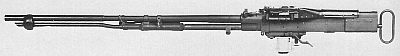
M60E2, intesa per l'uso coassiale. Si noti il tubo per i gas più lungo e la mancanza di impugnatura

- M60B. Una variante di scarso successo pensata per l'uso su elicottero, prodotta in numeri molto limitati tra gli anni '60 e '70. Non presentava un supporto, ma doveva essere impugnata direttamente dal soldato, e fu rimpiazzata molto rapidamente dalla M60D. L'arma presentava un calcio diverso, più ergonomico, e un'impugnatura a pistola. L'unico vantaggio della B sulla D era il più ampio campo di tiro dovuto alla mancanza di un vincolo meccanico di rotazione.
- M60C. Una variante aeronautica da montare sugli elicotteri da combattimento. L'arma viene azionata elettronicamente dalla carlinga ed è montata su un particolare sistema di oscillazione idraulico. Generalmente montata su OH-13 Sioux, OH-23 Raven, UH-1B Huey e OV-10 Bronco. La produzione ammonta a diverse centinaia di esemplari.
- M60D. Altra variante fissa di M60 usata su navi, veicoli e elicotteri. Nell'ultimo caso l'arma non è controllata dal pilota ma da un tiratore sui portelloni laterali. Il mirino è sostituito da uno di tipo aeronautico, il carrello di alimentazione è modificato per semplificare il processo e sul lato destro è montata una sacca per raccogliere bossoli e anelli del nastro per impedire che vengano risucchiati dalle eliche o finiscano tra gli ingranaggi del motore. L'arma è in dotazione sugli elicotteri UH-1B Huey, CH-47 Chinook, ACH-47A e UH-60 Black Hawk. L'arma è ancora prodotta dalla U.S. Ordnance ed è ancora montata sugli SH-60 Seahawk.
- M60E3. Variante distribuita a partire dal 1986 con lo scopo di risolvere i problemi più noti delle precedenti versioni. L'arma presenta un bipiede fissato al castello, sicura ambidestra, attacco universale per le cinghie, sistema gas semplificato e maniglia per la rimozione della canna. Tuttavia questi espedienti crearono tanti problemi quanti ne avevano risolti. La canna leggera non era adatta al fuoco sostenuto della mitragliatrice, nonostante l'uso della stellite nella realizzazione. Il peso ridotto portava ad un deterioramento più rapido dell'arma, causando rotture più frequenti che nell'originale. Lo U.S.A.F. ricevette gli M60E3 tra il 1988 e il 1989 ma a partire già dal 1990 l'arma era in ritiro dal servizio a causa di problemi di surriscaldamento.
- M60E4 (MK. 43). Evoluzione della M60 in produzione dal 2000, questa variante presenta alcune caratteristiche uniche. Esternamente i cambiamenti sono minimi (impugnatura anteriore, mire metalliche, calcio e bipiede leggermente differenti). Internamente invece si sono adottati accorgimenti per incrementare l'affidabilità dell'arma quando posta sotto stress. La U.S. Ordnance produce tuttora un kit per convertire tutte le M60 al nuovo standard. La variante MK. 43 Mod. 1 presenta scine M1913 per il montaggio di svariati accessori. Chiaramente, tutte le componenti della MK. 43 sono intercambiabili con quelle degli altri modelli di M60.
- M60E6. Ulteriore miglioramento della M60E4, questa variante vinse la competizione con la HK121 per trovare un rimpiazzo alla M/62 danese. Il peso è stato ulteriormente ridotto 9,27 kg. Il rateo di fuoco (550 colpi al minuto) è molto inferiore a quello della precedente M/62 (1 200 colpi al minuto) ma permette un migliore controllo, migliore precisione e la possibilità di risparmiare munizioni. Ai cambiamenti esterni sono associati numerosi cambiamenti interni che aumentano enormemente l'affidabilità dell'arma[12][13][14].

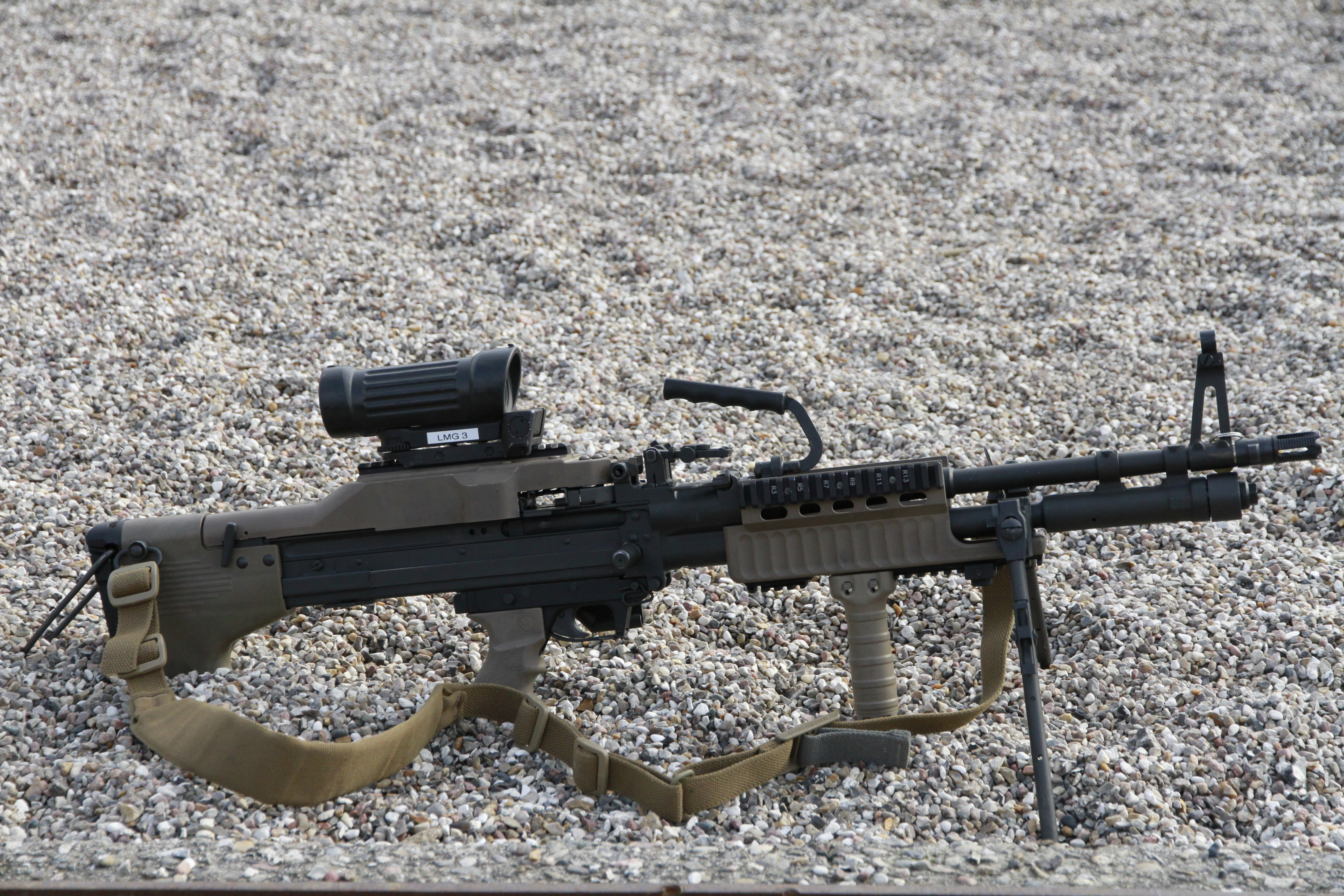
Un M60E6 prodotto in Danimarca con la designazione LMG M/60

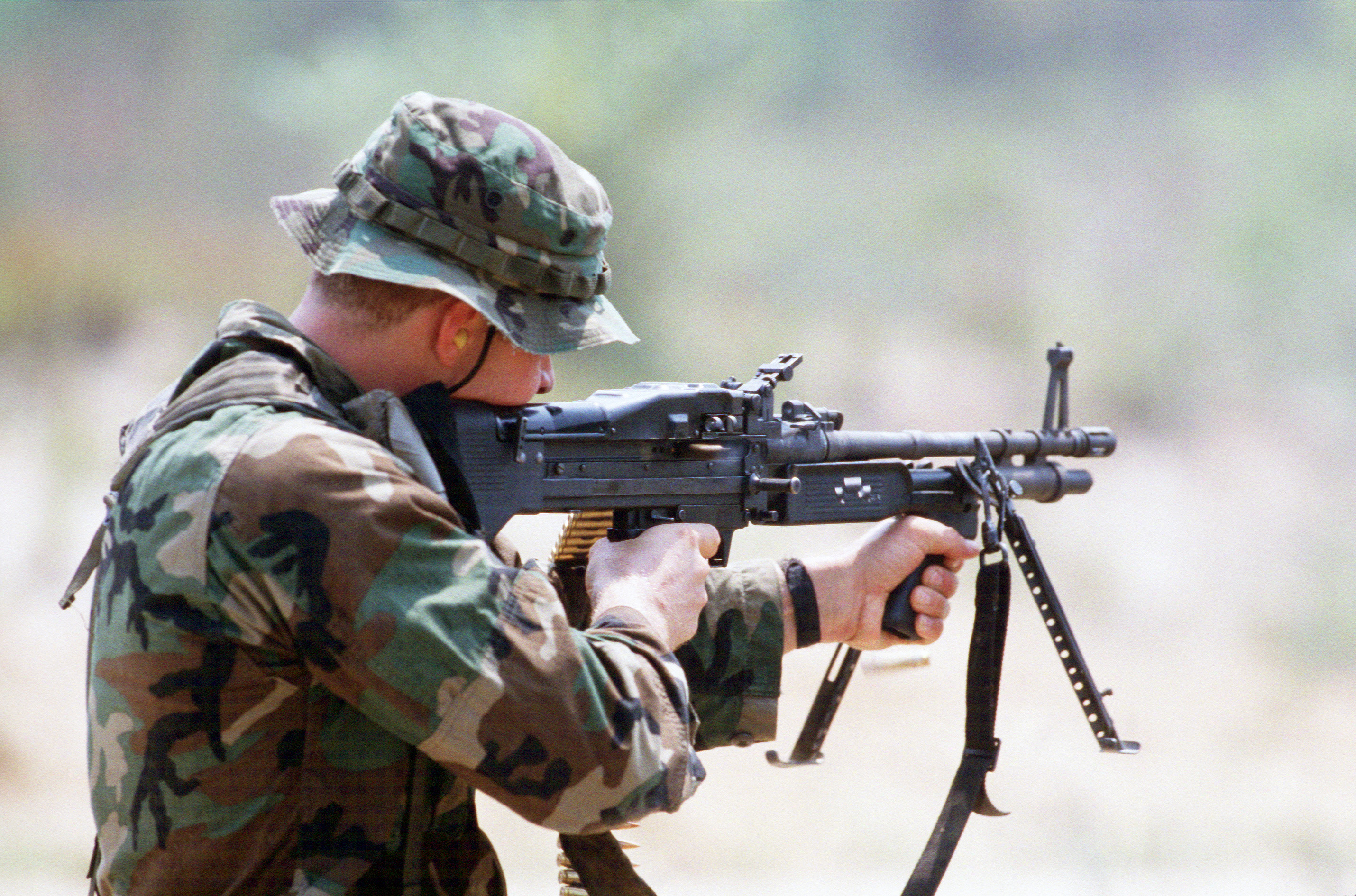
Un Navy SEAL armato di M60 durante un'esercitazione sul campo nel 1987

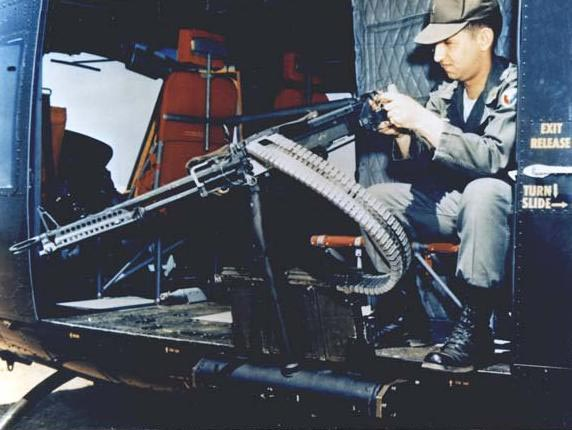
M60D montata su un dispositivo M23

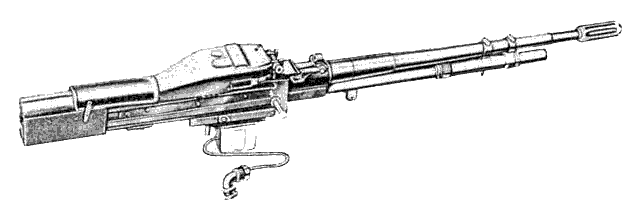
M60C

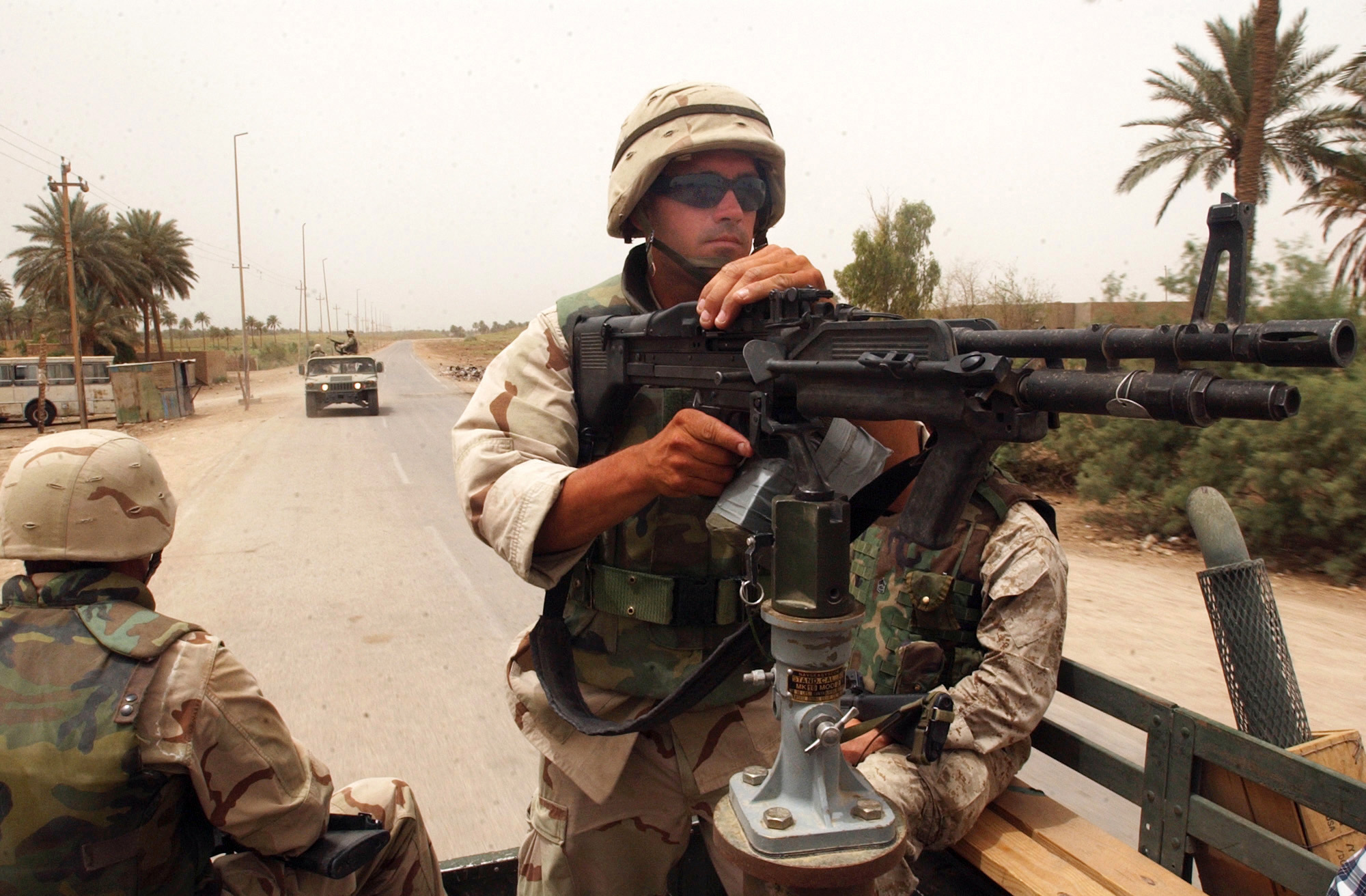
Un MK. 43 Mod. 0 (M60E4) a difesa di un convoglio in Iraq nel 2003

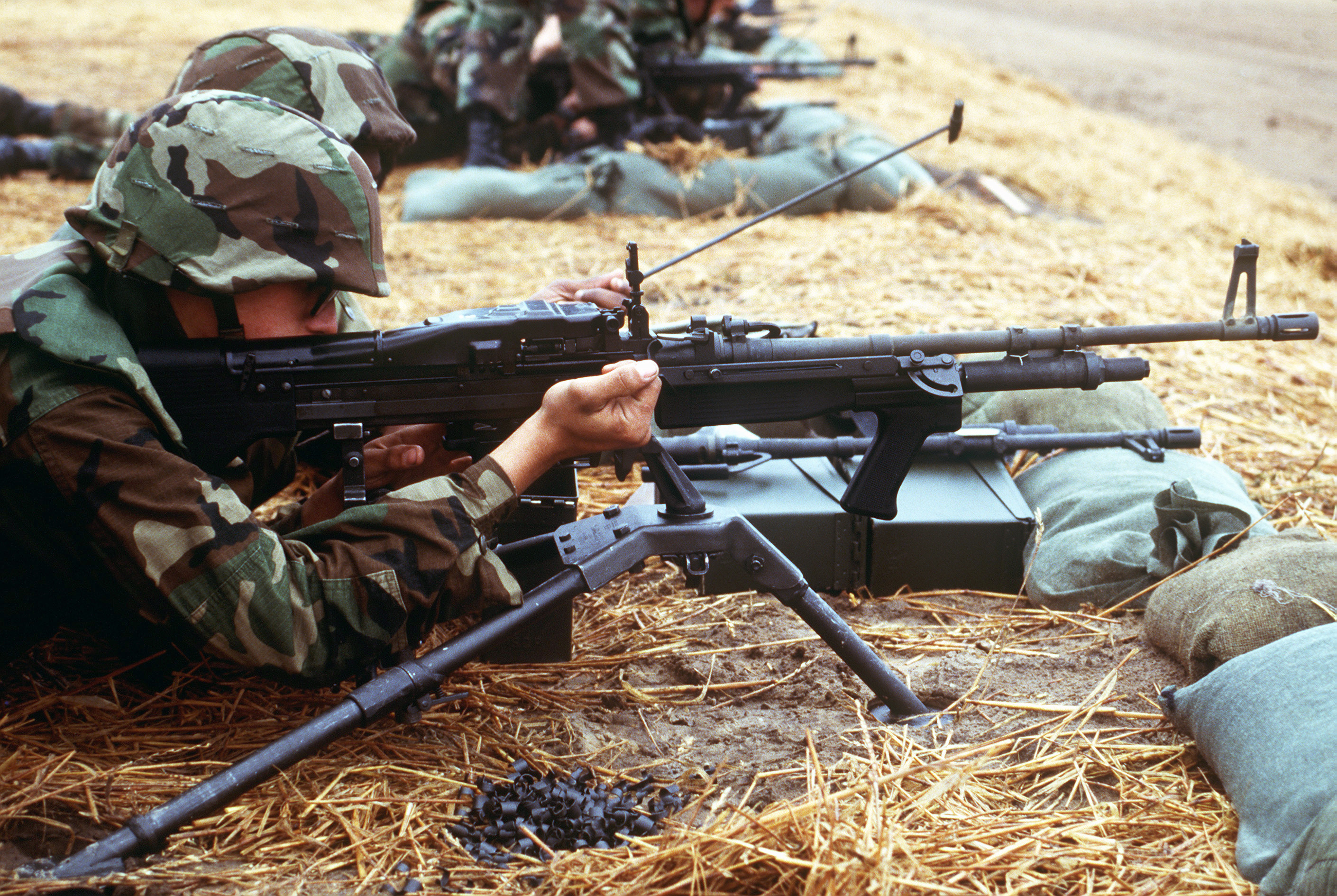
M60E3

## Versioni civili
Sono state prodotte diverse versioni civili semiautomatiche dell'arma negli Stati Uniti. Chiaramente, gli interni devono essere drasticamente modificati per impedire ad ogni costo la riconversione dell'arma. Per la legge americana (anche se ogni stato possiede una propria regolamentazione) gli M60 di questo tipo sono categorizzati come fucili semiautomatici alimentati a nastro.
La U.S. Ordnance è attualmente produttrice autorizzata dalla SACO per produrre M60 e parti di ricambio. Gli ordini per armi civili sono stati però sospesi dato che i servizi della U.S. Ordnance sono spesso richiesti dal governo per la produzione di armi militari. Un esemplare di M60 semiautomatico costava negli anni '90 circa 8000 $.

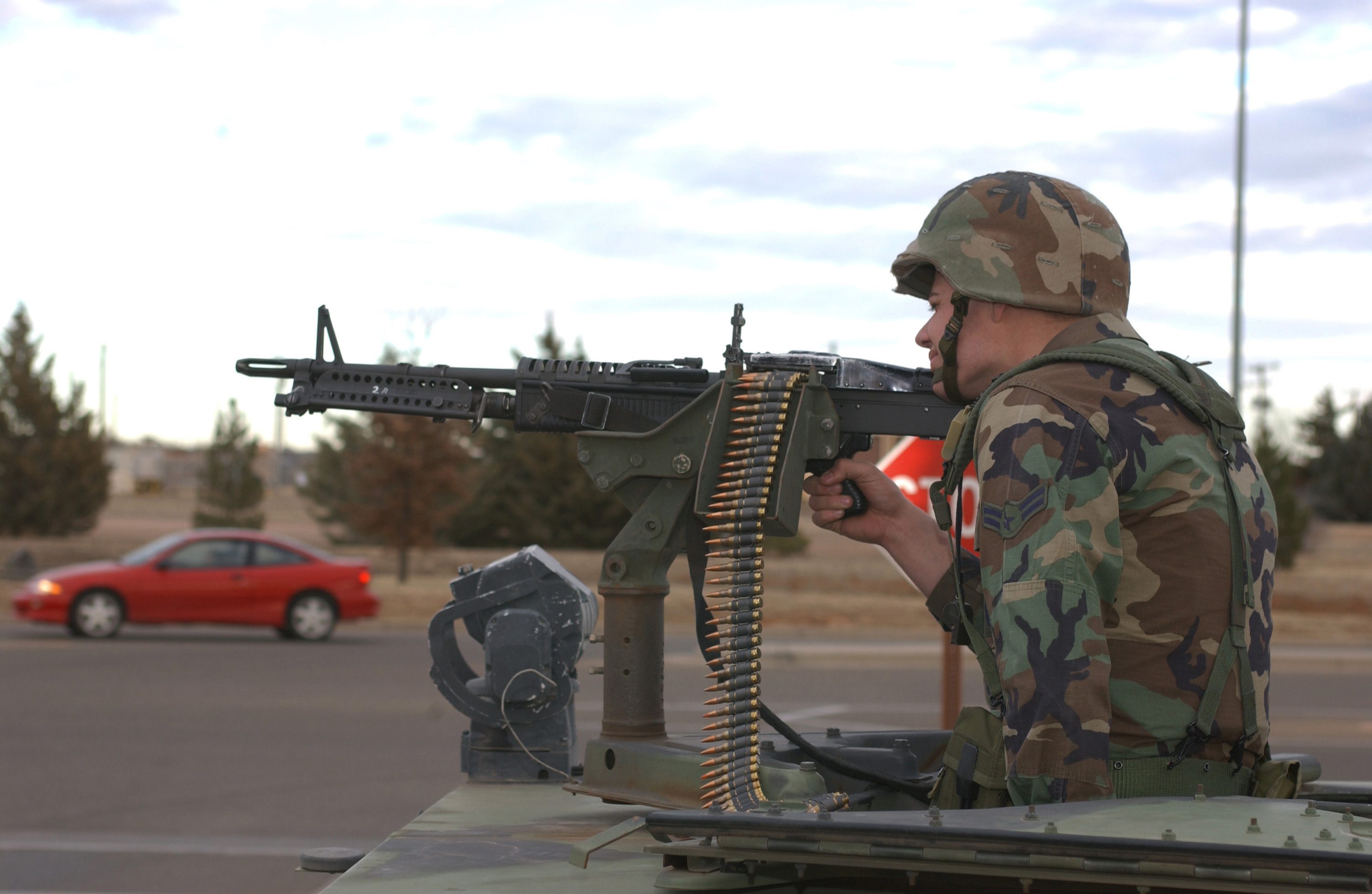
Soldato USA con un M60 su un Humvee

Attualmente è la Desert Ordnance ad occuparsi della produzione. Un nuovo M60 costa, a seconda del modello e della configurazione, tra i 13 000 e i 14000 $. Qualunque modello automatico detenibile (tramite licenze particolari), specialmente se aggiornato all'ultimo standard M60E6, può arrivare a costare 65000 $ (in particolare gli originali della Maremont-SACO).

## Utilizzatori
- Australia[15]
- Bolivia[16]
- Bosnia-Erzegovina[16]
- Brasile[16]
- Cambogia[17]
- Cile[16]
- Colombia[16]
- Costa Rica[16]
- Repubblica Ceca[18][19]

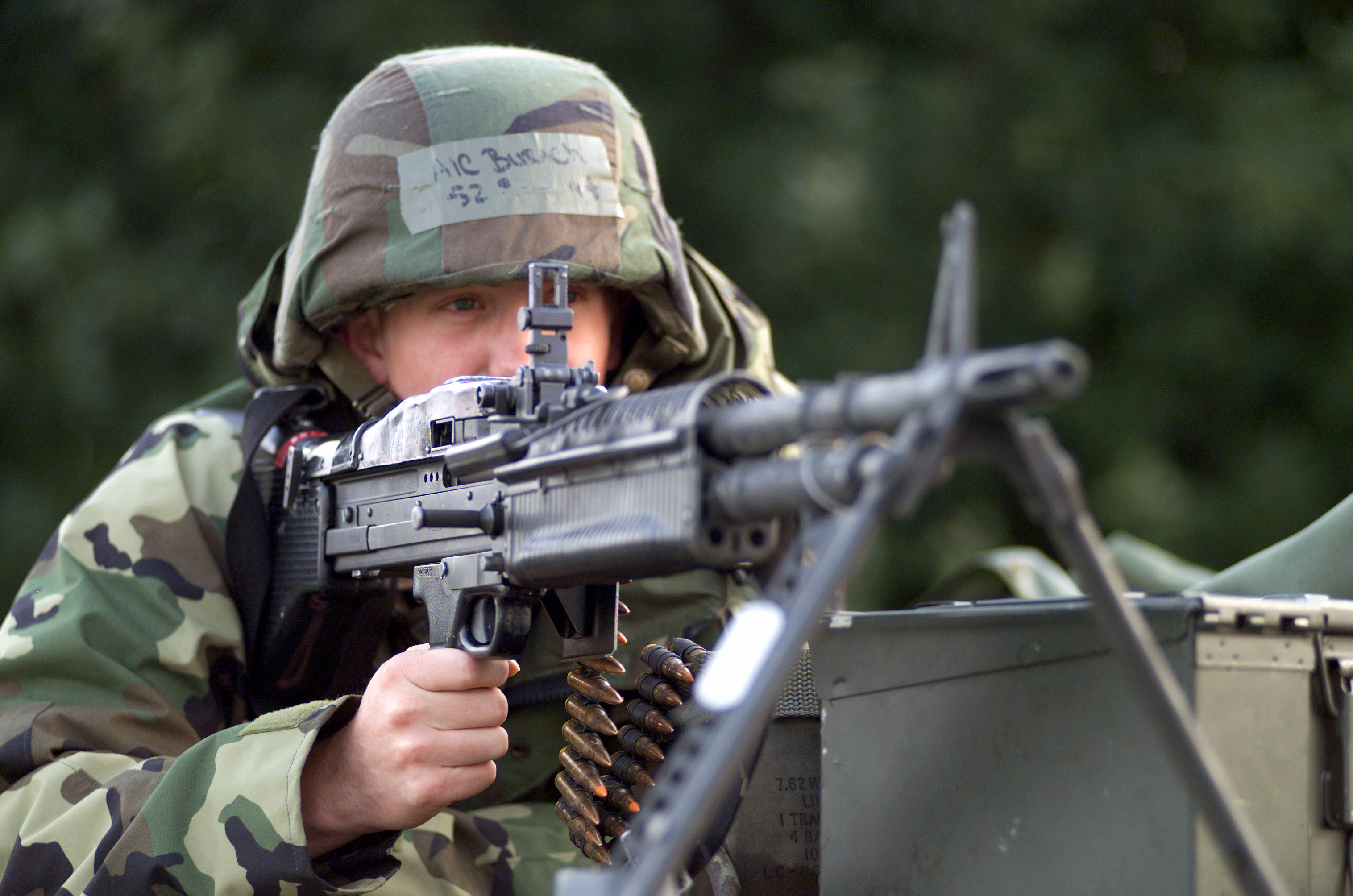
Aviere con M60 alla base aerea di Spangdahlem in Germania

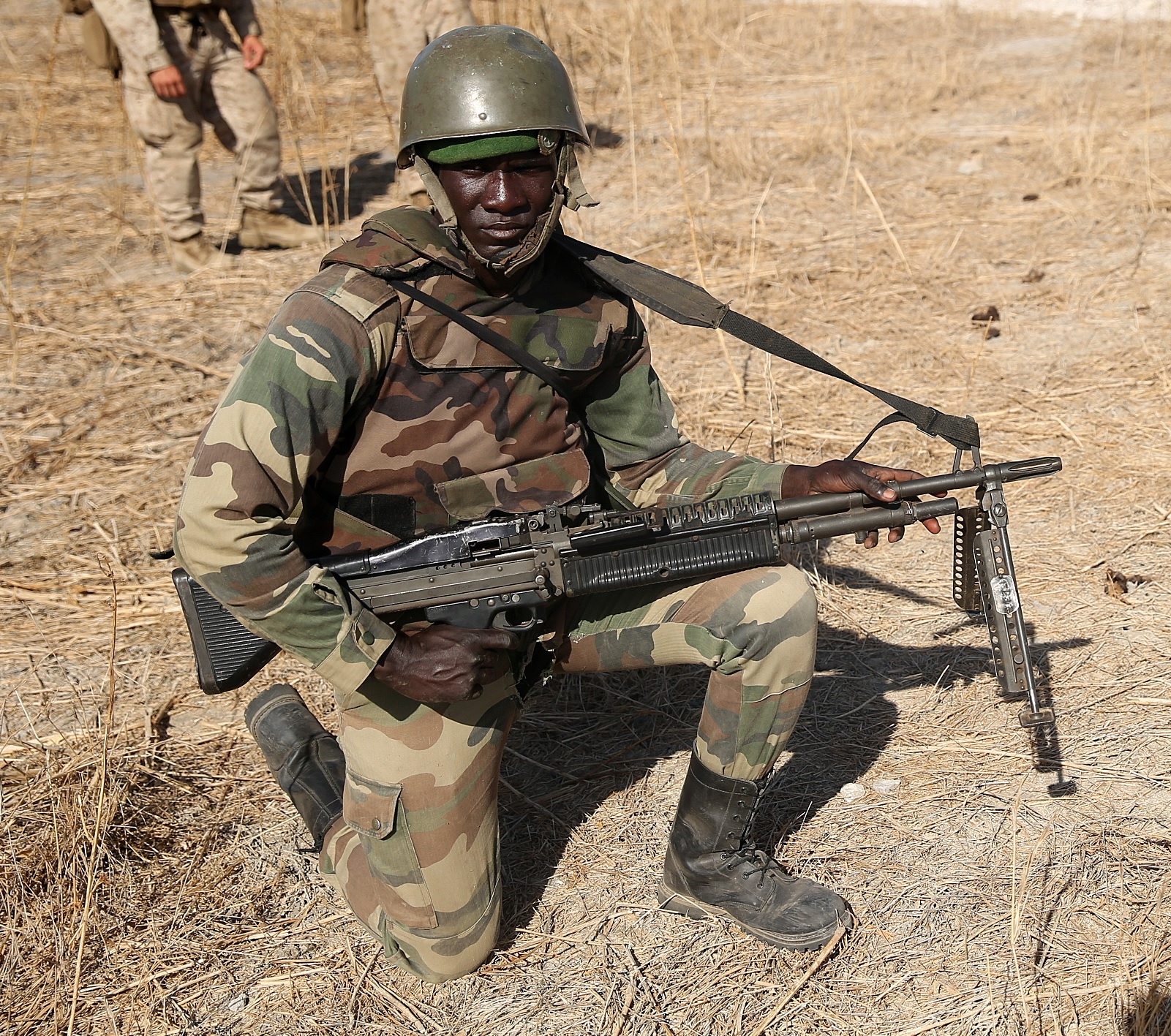
Soldato senegalese armato di M60 nel 2016

- Repubblica Democratica del Congo[16]
- Danimarca[12]
- Repubblica Dominicana[16]
- El Salvador[20]
- Fiji[16]
- Ghana[21]
- Grecia[16]
- Haiti[16]
- Honduras[16]
- Italia[22]
- Indonesia[16]
- Giordania[16]
- Libano[23]
- Liberia[16]
- Lituania[24]
- Lussemburgo[25]
- Malaysia[26]
- Marocco[16]
- Nicaragua[16]
- Panama[16]
- Papua Nuova Guinea[27]
- Perù[16]
- Filippine[16]
- Portogallo[28]
- Corea del Sud[15][29]
- Saint Vincent e Grenadine[16]
- Senegal[24]
- Sudan[16]
- Taiwan[15][30]
- Thailandia[16]
- Trinidad & Tobago[16]
- Tunisia[16]
- Turchia[31]
- Uganda[16]
- Regno Unito[32]
- Stati Uniti[33][34]
- Venezuela[16]
- Vietnam[35]

## Voci correlate

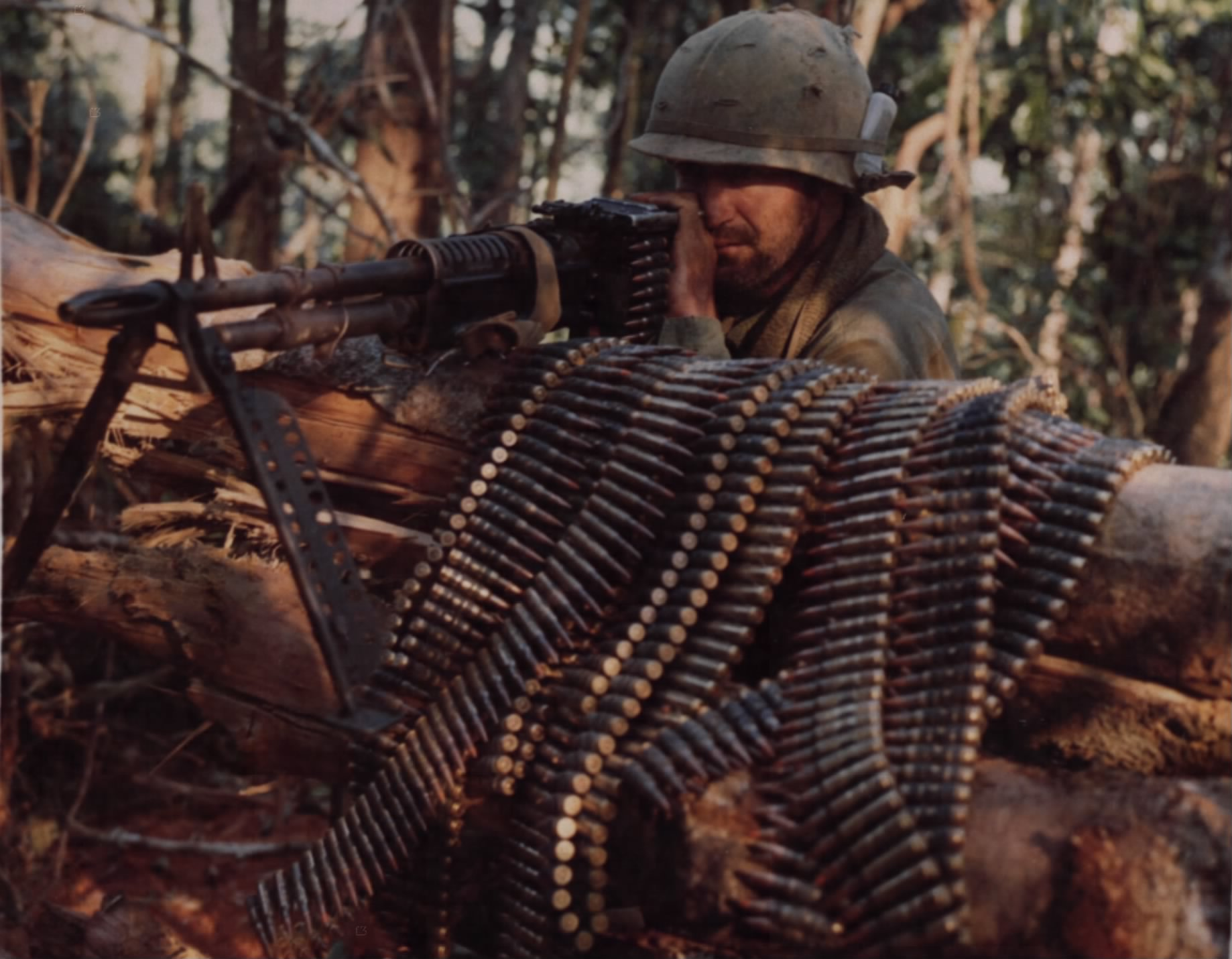
Un soldato USA utilizza un M60 in Vietnam

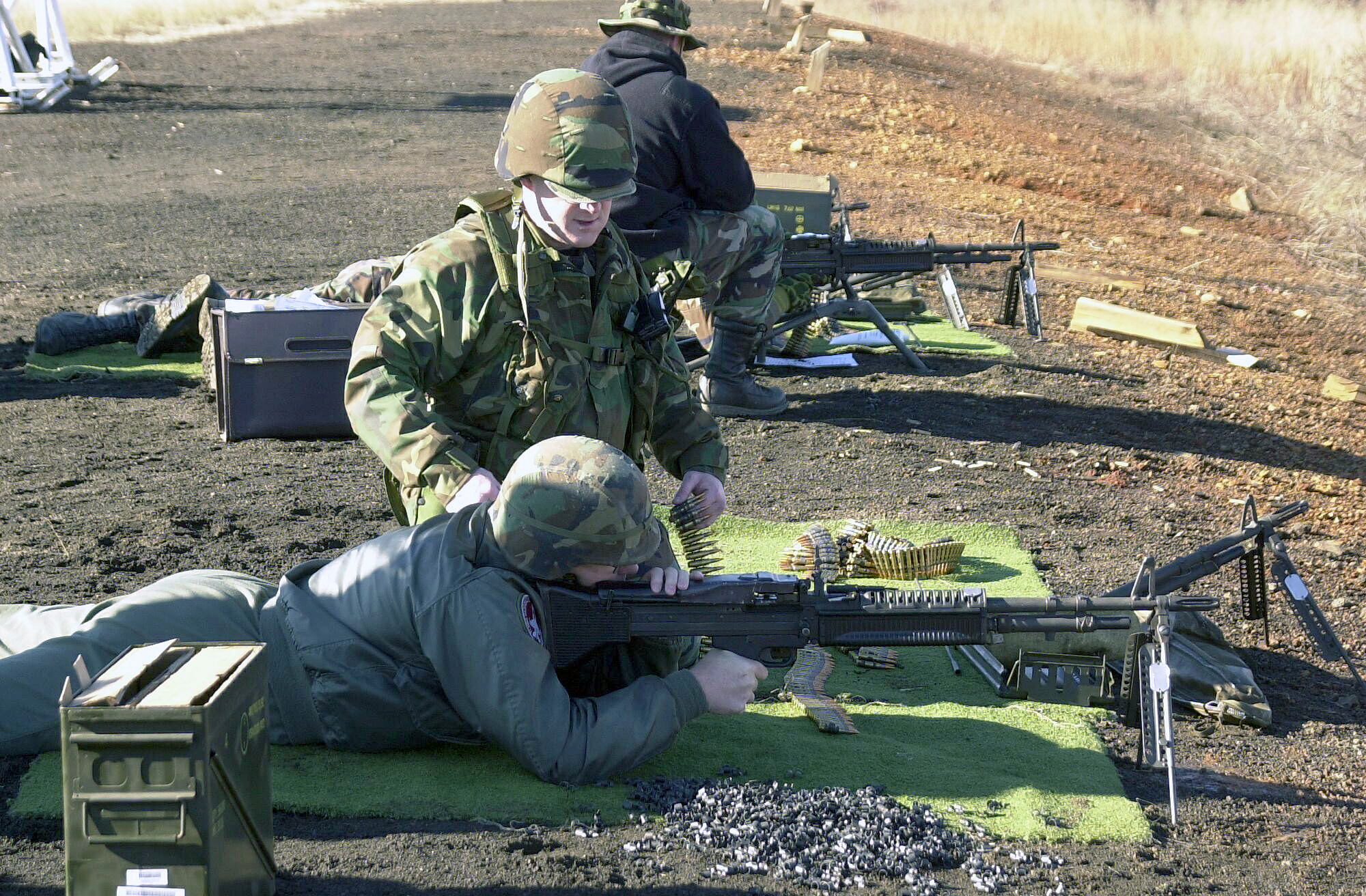
Dei soldati si addestrano con M60